# Codi Barker

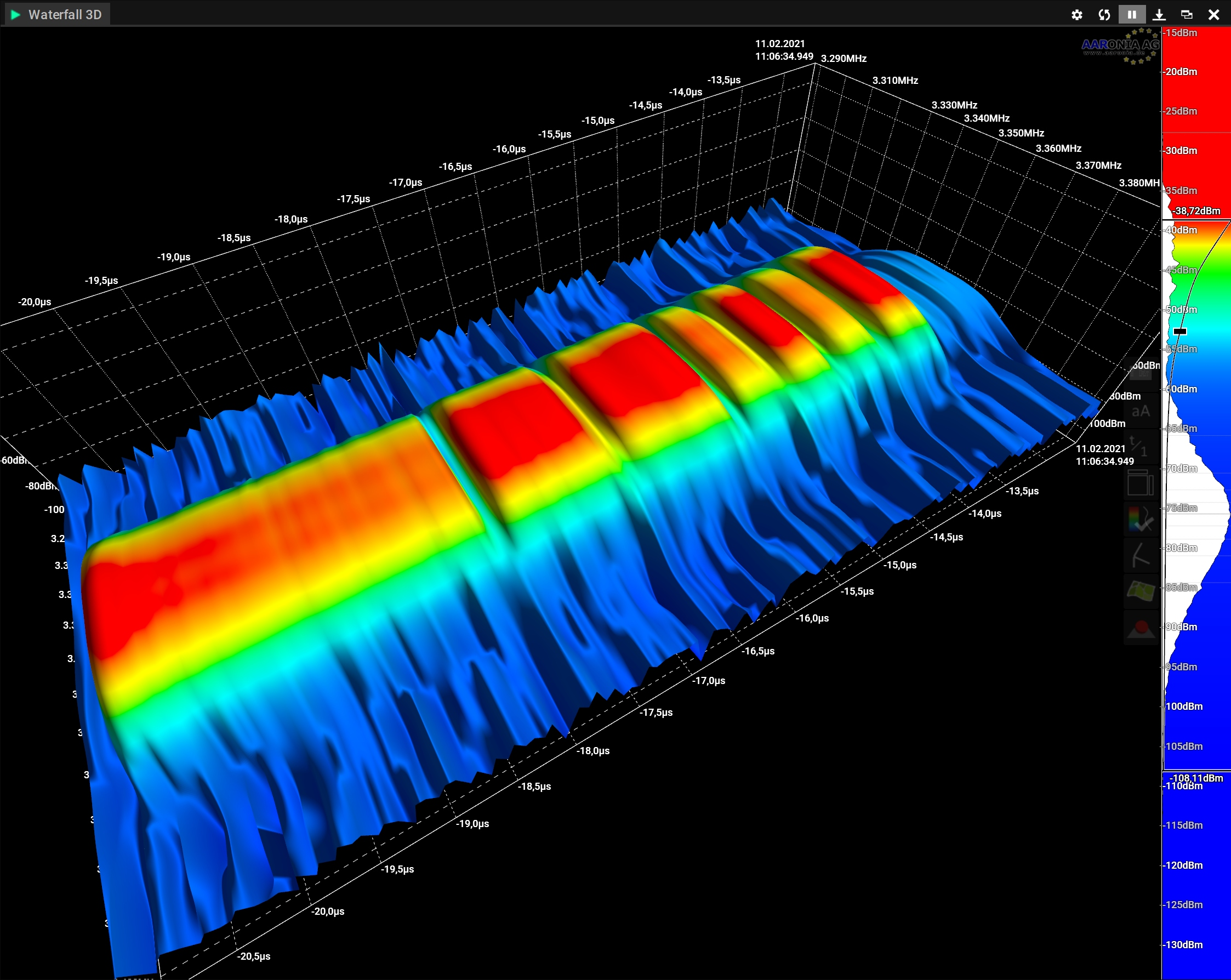
Espectre de radar Doppler 3D que mostra un codi Barker de 13.

En tecnologia de telecomunicacions, un codi de Barker, o seqüència de Barker, és una seqüència finita de valors digitals amb la propietat d'autocorrelació ideal. S'utilitza com a patró de sincronització entre emissor i receptor.

## Explicació
Els dígits binaris tenen molt poc significat tret que es conegui el significat dels dígits individuals. La transmissió d'un patró de sincronització de dígits preestablert pot permetre que un receptor regeneri un senyal amb una baixa probabilitat d'error. En termes senzills, equival a lligar una etiqueta a un dígit després del qual es poden relacionar altres mitjançant el recompte. Això s'aconsegueix mitjançant la transmissió d'un patró especial de dígits que el receptor reconeix sense ambigüitats. Com més llarg sigui el patró, més precisió es poden sincronitzar les dades i s'ometen els errors deguts a la distorsió. Aquests patrons, anomenats seqüències de Barker, són més coneguts com a codi de Barker després de l'inventor Ronald Hugh Barker. El procés és "Group Synchronization of Binary Digital Systems" publicat per primera vegada el 1953. Desenvolupat inicialment per a radar, telemetria i xifratge digital de veu als anys 1940/50.

## Antecedents històrics

Representació gràfica d'un codi Barker-7

Durant i després de la Segona Guerra Mundial, la tecnologia digital es va convertir en un tema clau per a la investigació, com ara el control i el xifratge de radars, míssils i tirs de canons. A la dècada de 1950, els científics estaven provant diversos mètodes arreu del món per reduir els errors en les transmissions mitjançant codi i per sincronitzar les dades rebudes. El problema és el soroll de transmissió, el retard i la precisió de les dades rebudes. L'any 1948 el matemàtic Claude Shannon va publicar un article "Una teoria matemàtica de la comunicació" que exposava els elements bàsics de la comunicació. En ella parla dels problemes del soroll.

Funció d'autocorrelació d'un codi Barker-7

Shannon es va adonar que "els senyals de comunicació s'han de tractar de manera aïllada del significat dels missatges que transmeten" i va establir les bases teòriques dels circuits digitals. "El problema de la comunicació es va veure principalment com un problema de reconstrucció del senyal determinista: com transformar un senyal rebut, distorsionat pel medi físic, per reconstruir l'original amb la màxima precisió possible" o veure l'original. L'any 1948 l'electrònica avançava ràpidament, però el problema de rebre dades precises no. Això es demostra en un article sobre Frequency Shift Keying publicat per Wireless World. El 1953 RH Barker va publicar un article que demostrava com es podia superar aquest problema de sincronitzar les dades en les transmissions. El procés es descriu a "Sincronització de grups de sistemes digitals binaris". Quan s'utilitza en transmissions de dades, el receptor pot llegir i, si és necessari, corregir les dades perquè estiguin lliures d'error mitjançant autocorrelació i correlació creuada aconseguint una autocorrelació zero excepte a la posició d'incidència mitjançant codis específics. El procés de seqüència de Barker en aquell moment va produir un gran interès, especialment als Estats Units, ja que el seu mètode va resoldre el problema, iniciant un gran salt endavant en les telecomunicacions. El procés s'ha mantingut a l'avantguarda del radar, la transmissió de dades i la telemetria i ara és un estàndard de la indústria molt conegut, encara s'està investigant en molts camps tecnològics. "En un examen pioner de la sincronització de grups de sistemes digitals binaris, Barker va raonar que seria desitjable començar amb una funció d'autocorrelació amb lòbuls laterals molt baixos. El patró de codi de govern, va insistir, podria ser reconegut sense ambigüitats pel detector. Per assegurar aquesta premissa, Barker va sostenir que el patró seleccionat hauria de ser prou improbable que es produeixi per casualitat, en una sèrie aleatòria de bits generats per soroll"

## Definició
Un codi de Barker o seqüència de Barker és una seqüència finita de N valors de +1 i − ,
{\displaystyle a_{j}{\text{ for }}j=1,2,\dots ,N}
amb la propietat d'autocorrelació ideal, de manera que els coeficients d'autocorrelació fora de pic (no cíclics)
{\displaystyle c_{v}=\sum _{j=1}^{N-v}a_{j}a_{j+v}}
són tan petits com sigui possible:
{\displaystyle |c_{v}|\leq 1\,} per a tot {\displaystyle 1\leq v<N}.
Només es coneixen nou seqüències de Barker, totes de longitud N com a màxim 13. El document de 1953 de Barker va demanar seqüències amb la condició més forta
{\displaystyle c_{v}\in \{-1,0\}.}
Només es coneixen quatre seqüències d'aquest tipus, que es mostren en negreta a la taula següent.

## Codis Barker coneguts
Aquí hi ha una taula de tots els codis de Barker coneguts, on s'han omès les negacions i les inversions dels codis. Un codi de Barker té una seqüència d'autocorrelació màxima que té lòbuls laterals no superiors a 1. Generalment s'accepta que no existeixen altres codis de fase binaris perfectes. (S'ha demostrat que no hi ha més codis de longitud senar, ni codis de longitud parell de N < 1022).
| Llargada | Codis                                  | Codis                                  | Relació de nivell del lòbul lateral |
| -------- | -------------------------------------- | -------------------------------------- | ----------------------------------- |
| 2        | +1 −1                                  | +1 +1                                  | −6 dB                               |
| 3        | +1 +1 −1                               | +1 +1 −1                               | −9,5 dB                             |
| 4        | +1 +1 −1 +1                            | +1 +1 +1 −1                            | −12 dB                              |
| 5        | +1 +1 +1 −1 +1                         | +1 +1 +1 −1 +1                         | −14 dB                              |
| 7        | +1 +1 +1 −1 −1 +1 −1                   | +1 +1 +1 −1 −1 +1 −1                   | −16,9 dB                            |
| 11       | +1 +1 +1 −1 −1 −1 +1 −1 −1 +1 −1       | +1 +1 +1 −1 −1 −1 +1 −1 −1 +1 −1       | −20,8 dB                            |
| 13       | +1 +1 +1 +1 +1 −1 −1 +1 +1 −1 +1 −1 +1 | +1 +1 +1 +1 +1 −1 −1 +1 +1 −1 +1 −1 +1 | −22.3 dB                            |

Els codis de Barker de longitud N igual a 11 i 13 s'utilitzen en sistemes de radar de compressió de pols i d'espectre dispers de seqüència directa a causa de les seves baixes propietats d'autocorrelació (el nivell d'amplitud del lòbul lateral dels codis de Barker és 1/ N el del senyal de pic). Un codi de Barker s'assembla a una versió discreta d'un xip continu, un altre senyal de baixa autocorrelació utilitzat en altres radars de compressió de pols.

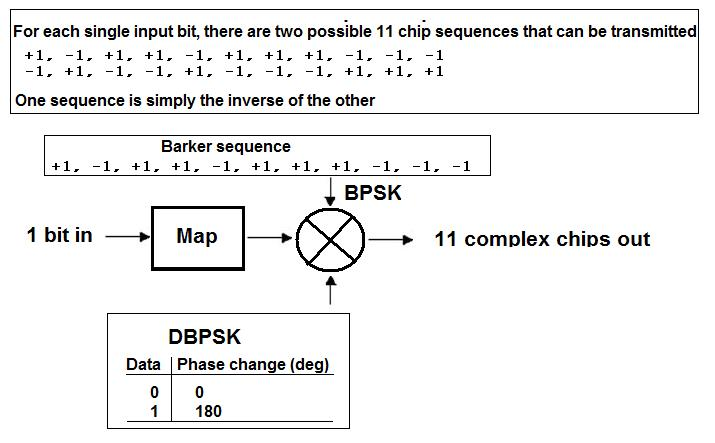
Codi Barker utilitzat en la modulació BPSK

Les amplituds positives i negatives dels polsos que formen els codis de Barker impliquen l'ús de la modulació bifàsica o la codificació binària de canvi de fase; és a dir, el canvi de fase en l'ona portadora és de 180 graus.
Per al cas de l'autocorrelació cíclica, altres seqüències tenen la mateixa propietat de tenir lòbuls laterals perfectes (i uniformes), com ara les seqüències de Legendre de longitud principal, les seqüències de Zadoff-Chu (utilitzades a la ràdio cel·lular de 3a i 4a generació) i {\displaystyle 2^{n}-1} seqüències de longitud màxima (MLS). Es poden construir seqüències cícliques arbitràriament llargues.

## Exemples d'aplicacions
Radar, telèfon mòbil, telemetria, imatges i proves d'ecografia,
Moltes d'aquestes tecnologies utilitzen DSSS. Aquesta tècnica incorpora codi Barker per millorar la qualitat del senyal rebut i millorar la seguretat.
També s'utilitza en RFID d'identificació per radiofreqüència. Alguns exemples on s'utilitza el codi Barker són: seguiment de mascotes i bestiar, escàners de codi de barres, gestió d'inventaris, seguiment de vehicles, paquets, actius i equips, control d'inventaris, logística de càrrega i cadena de subministrament. També s'utilitza àmpliament per als sistemes de transport intel·ligents (ITS), és a dir, per a la guia de vehicles